# سيدني بينيت
سيدني بينيت (7 فبراير 1905 في المملكة المتحدة - 15 أغسطس 1969 في المملكة المتحدة) (بالإنجليزية: Sydney Bennett)‏ هو لاعب كريكت بريطاني وبريطاني (وحمل سابقاً جنسية المملكة المتحدة لبريطانيا العظمى وأيرلندا). لعب مع نادي مقاطعة نورثامبتونشير للكريكت ‏.

## وصلات خارجية
- سيدني بينيت على موقع إي آس بي آن كريك إنفو (الإنجليزية)